# Antoni Mroczkowski
Antoni Mroczkowski  (né le 29 avril 1896 à Odessa - mort le 26 décembre 1970 à Varsovie) est un pilote de chasse polonais, as de l'Armée de l'air impériale russe pendant la Première Guerre mondiale, titulaire de 5 victoires homologuées.

## Biographie
Antoni Mroczkowski sert dans l'Armée impériale russe, en 1915 il termine l'école de pilotage à Sebastopol. Dans les années 1915-1917 il combat au sein du 24e Corps aérien. Il remporte sa première victoire sur un Albatros près de Tuczyn en Volhynie. Il est blessé deux fois et une fois descendu par erreur par l'artillerie russe. En 1917 il est promu capitaine.
Il rejoint à Odessa l'aviation polonaise, depuis 1919 il sert dans une escadrille rattachée à la division du général Lucjan Żeligowski. Par la suite il devient instructeur à l'école de pilotage de Varsovie, puis il obtient le poste de pilote d'essai chez Centralne Warsztaty Lotnicze (Centre de Travaux d'Aviation). En 1920 il est affecté à la 19e escadrille de chasse. L'année suivante il est mis en congé pour une durée indéterminée et revient à son métier de pilote d'essai à l'usine Plage i Laśkiewicz située à Lublin. Il est licencié pour avoir participé à une grève.
En 1939 il arrive en France avant de gagner l'Angleterre. Il y pilote des multimoteurs, en raison de son âge il est transféré au service au sol. En 1946 il revient en Pologne.
Antoni Mroczkowski s'éteint le 26 décembre 1970.

## Décorations
- Ordre militaire de Virtuti Militari
- Croix de chevalier de l'ordre Polonia Restituta
- Croix de l'Indépendance
- Médaille du 10e anniversaire de la Pologne Populaire